# Miloslav Plass
Miloslav Plass (* 17. listopadu 1963 Česká Lípa) je český politik a manažer, v letech 2000 až 2016 zastupitel Královéhradeckého kraje, v letech 1998 až 2001 starosta města Špindlerův Mlýn, bývalý člen ODS.

## Život
Pracuje jako manažer ve vodohospodářské společnosti, je členem krajského sociálního výboru a sociální komise Rady města Hradec Králové, předsedou krajské komise pro osoby se zdravotním postižením. Několik let byl předsedou sociální komise Asociace krajů České republiky a členem Rady vlády pro neziskové organizace.

## Rodina, vzdělání, profese a veřejné funkce
- Rodina: dcera Tereza, syn Adam
- Vzdělání: Střední lesnická technická škola Trutnov[3], Pedagogická fakulta Univerzity Hradec Králové
- Zaměstnání:
  - 1984–1986 – lesník
  - 1986–1998 – technik vodohospodářské společnosti
  - 1998–2001 – starosta města Špindlerův Mlýn[4][5]
  - 2001–2008 – náměstek hejtmana Královéhradeckého kraje[6]
  - 2008–doposud – manažer vodohospodářské společnosti,
  - Veřejné a společenské aktivity: krajský zastupitel[7], člen krajského sociálního výboru[8], člen sociální komise města Hradec Králové[9] a předseda Komise Rady Královéhradeckého kraje pro občany se zdravotním postižením[10]

Miloslav Plass žije v Hradci Králové a má dvě dospělé děti. Vystudoval obor sociální práce a sociální politika na Pedagogické fakultě Univerzity Hradec Králové. Původně pracoval v lesnictví, posléze působil na různých pozicích ve vodohospodářských společnostech až do roku 1998, kdy byl zvolen starostou města Špindlerův Mlýn. Osm let zastával post radního Královéhradeckého kraje, z toho byl šest let ve funkci náměstka hejtmana za ODS. Pracuje jako manažer ve vodohospodářské společnosti.

## Politická kariéra v ODS
Člen ODS od roku 1998, předseda Místního sdružení ODS Hradec Králové 1, místopředseda Oblastní rady ODS Hradec Králové, bývalý zastupitel Královéhradeckého kraje.
V krajských volbách v roce 2016 již nekandidoval. Na podzim 2018 vystoupil z ODS na protest proti uzavření koalice ODS a hnutí ANO 2011 v Hradci Králové po komunálních volbách v roce 2018.